# Az alelnök
Az alelnök (eredeti cím: Veep) 2012 és 2019 között futott amerikai televíziós sorozat. A műsor alkotója Armando Iannucci, a történet pedig amerikai első női alelnőkét követi nyomon. Őt Julia Louis-Dreyfus játssza, mellette a főbb szerepekben megtalálható többek közt Anna Chlumsky, Tony Hale, Reid Scott és Timothy Simons.
A sorozatot az Amerikai Egyesült Államokban az HBO adta 2012. április 22. és 2019. május 12. között. Magyarországon szintén a hazai HBO mutatta be 2012. augusztus 14-én.

## Cselekmény
Selina Meyer marylandi szenátor, aki megpróbált pártjánál kampányolni, hogy ő legyen a jelöltjük az elkövetkező elnökválasztásokon. Bár biztos befutó volt, a végén mégis veszít Stuart Hughes ellen. Ezután beszáll Hughes kampányába, akit megválasztottak, a férfi pedig Selinát teszi meg alelnökének. Meyer csapatával igyekszik kihasználni pozicióját és nyomot hagyni a világon, ám általában csak napi szintű politikai játszmákba ragadnak bele.

## Szereplők
| Szereplő        | Színész             | Magyar hang    |
| --------------- | ------------------- | -------------- |
| Selina Meyer    | Julia Louis-Dreyfus | Németh Borbála |
| Amy Brookheimer | Anna Chlumsky       | Mezei Kitty    |
| Gary Walsh      | Tony Hale           | Széles Tamás   |
| Dan Egan        | Reid Scott          | Stohl András   |
| Jonah Ryan      | Timothy Simons      | Zámbori Soma   |
| Mike McLintock  | Matt Walsh          | Fazekas István |
| Sue Wilson      | Sufe Bradshaw       | Sági Tímea     |

## Epizódok
| Évad | Évad | Epizódok | Eredeti sugárzás  | Eredeti sugárzás | Eredeti adó | Magyar sugárzás     | Magyar sugárzás      | Magyar adó |
| Évad | Évad | Epizódok | Évadpremier       | Évadfinálé       | Eredeti adó | Évadpremier         | Évadfinálé           | Magyar adó |
| ---- | ---- | -------- | ----------------- | ---------------- | ----------- | ------------------- | -------------------- | ---------- |
|      | 1    | 8        | 2012. április 22. | 2012. június 10. | HBO         | 2012. augusztus 14. | 2012. október 2.     | HBO        |
|      | 2    | 10       | 2013. április 14. | 2013. június 23. | HBO         | 2013. július 2.     | N/A                  | HBO        |
|      | 3    | 10       | 2014. április 6.  | 2014. június 8.  | HBO         | 2014. július 15.    | 2014. szeptember 16. | HBO        |
|      | 4    | 10       | 2015. április 12. | 2015. június 14. | HBO         | 2015. április 12.   | N/A                  | HBO        |
|      | 5    | 10       | 2016. április 26. | 2016. június 24. | HBO         | 2016. április 25.   | N/A                  | HBO        |
|      | 6    | 10       | 2017. április 16. | 2017. június 25. | HBO         | 2017. április 17.   | 2017. június 26.     | HBO        |
|      | 7    | 7        | 2019. március 31. | 2019. május 12.  | HBO         | 2019. április 1.    | 2019. május 13.      | HBO        |